# Kršćanstvo u 2025.
◄◄ | ◄ | 2022. | 2023. | 2024. | 2025.  | 2026. | 2027. | 2028. | ► | ►►
Arhitektura • Astronautika • Astronomija • Biologija • Film • Fotografija • Glazba • Kazalište • Kemija • Kiparstvo • Knjige • Književnost • Kršćanstvo • Meteorologija • Medicina • Planinarstvo • Politika • Pravo • Promet • Slikarstvo • Strip • Šport • Televizija • Znanost • Zrakoplovstvo • Željeznički promet
Kršćanstvo u 2025.

## Svijet

### Događaji
- 8. svibnja – izabran papa Lav XIV.

### Smrti
- 21. travnja – papa Franjo

## Vanjske poveznice
|  | Zajednički poslužitelj ima još gradiva o temi Kršćanstvo u 2025. |